# Little Rock Nine

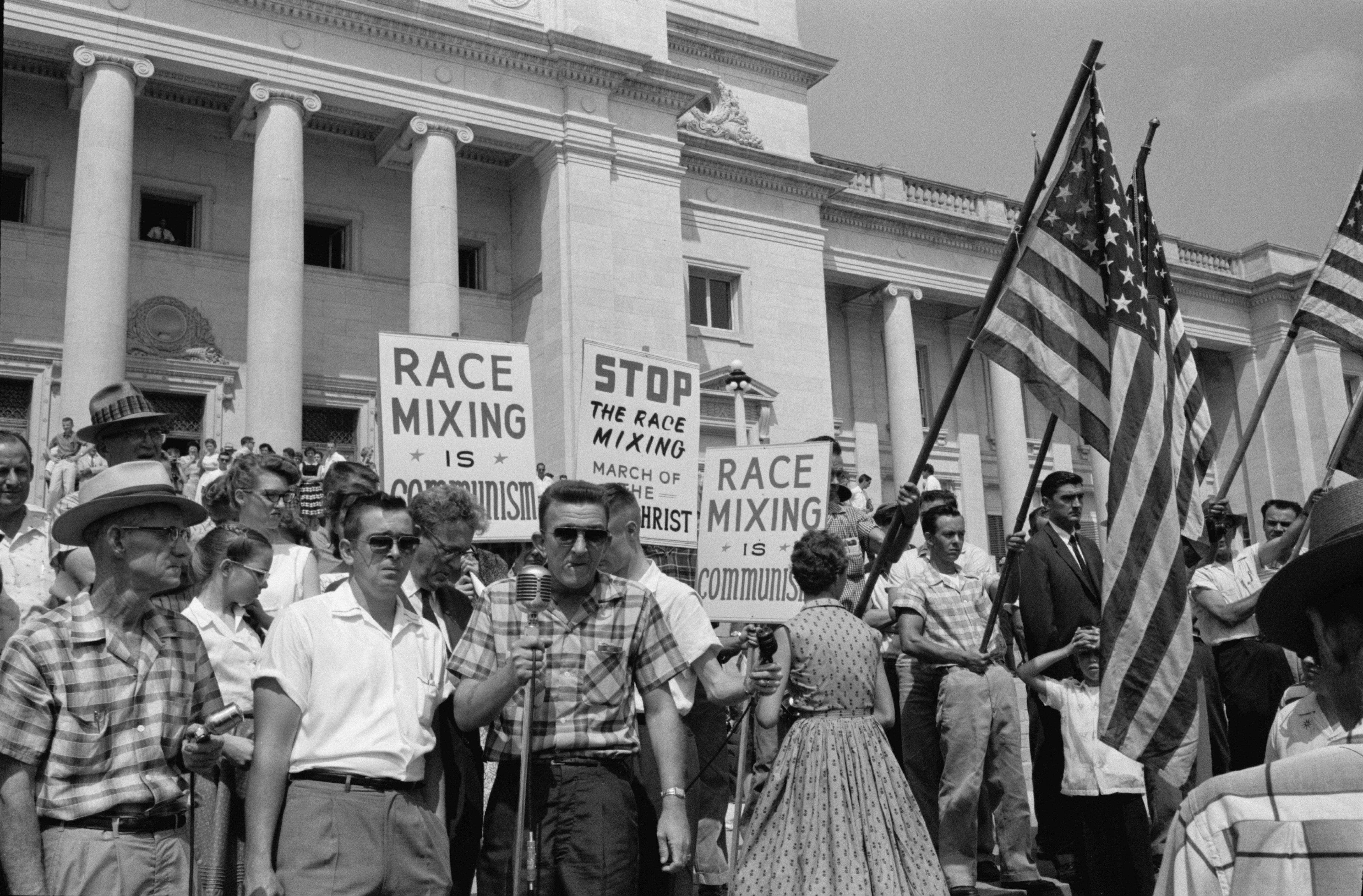
Demonstration in Little Rock gegen die Integration an der Central High School; auf den Schildern die Schriftzüge „Race Mixing is Communism“ („Rassenmischung ist Kommunismus“) und „Stop the Race Mixing March of the Anti-Christ“ („Stoppt den rassenmischenden Marsch des Antichristen“)

Statuen der Schüler zum Gedenken an die Ereignisse von 1957

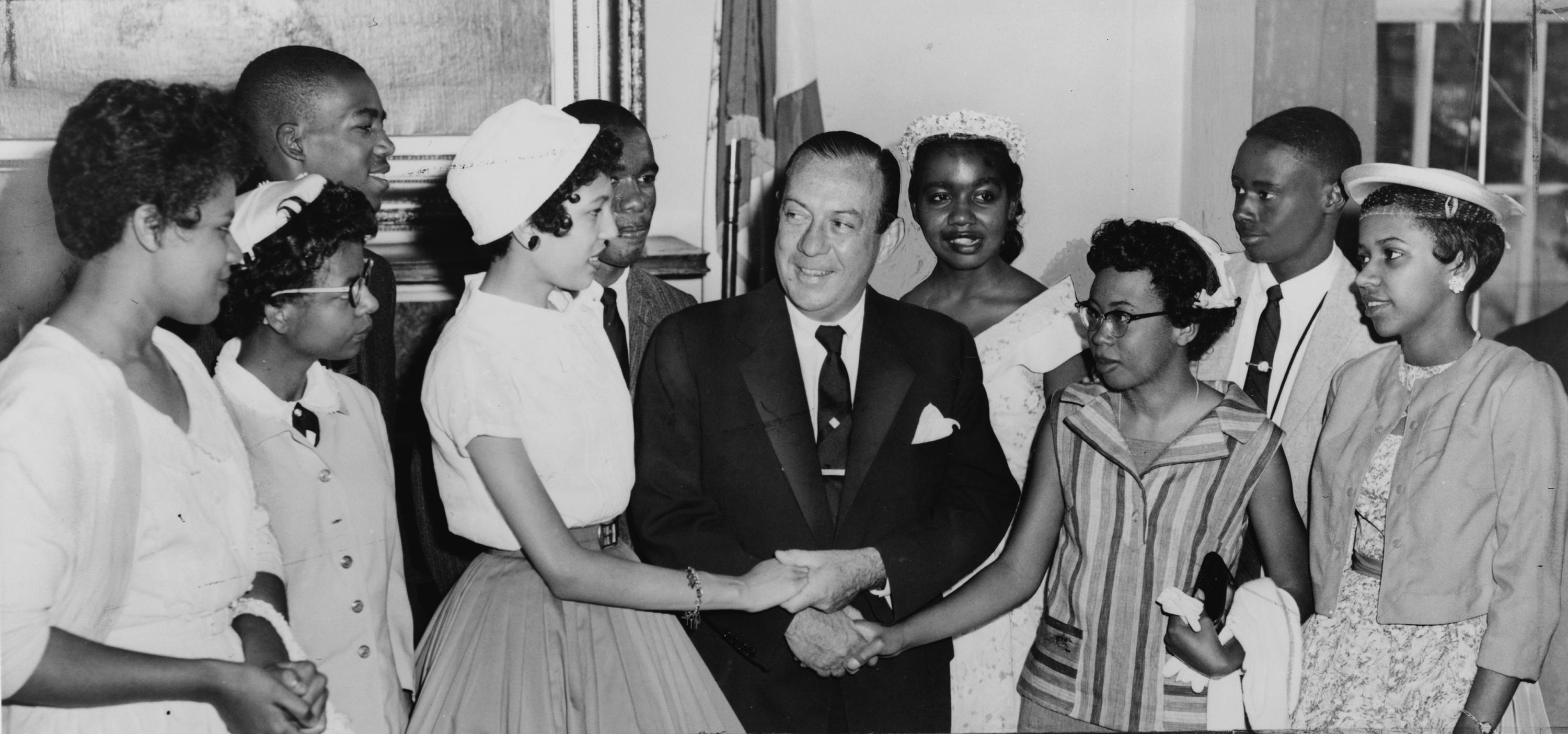
New Yorks Bürgermeister Robert Wagner begrüßt die Jugendlichen, die die Central High School, Little Rock, Arkansas integriert haben / World Telegram Foto von Walter Albertin. Im Bild, vordere Reihe, von links nach rechts: Minnijean Brown, Elizabeth Eckford, Carlotta Walls LaNier, Bürgermeister Robert F. Wagner junior, Thelma Mothershed, Gloria Ray; hintere Reihe, von links nach rechts: Terrence Roberts, Ernest Green, Melba Pattilo, Jefferson Thomas, 1958

Die Little Rock Nine (etwa: „Die Neun aus Little Rock“) waren 1957 die ersten afroamerikanischen Schüler, die drei Jahre nach der offiziellen Aufhebung der Rassentrennung in amerikanischen Schulen (vgl. Brown v. Board of Education) die Little Rock Central High School in Little Rock im Bundesstaat Arkansas besuchten.

## Geschichte
Der damalige Gouverneur des Bundesstaates, Orval Faubus, ließ am Abend vor dem ersten Schultag am 2. September die ihm unterstehende Nationalgarde aufmarschieren, um den etwa sechzehnjährigen Schülern den Zutritt in das Gebäude zu verweigern; außerdem demonstrierten aufgebrachte Weiße vor dem Schulgelände.
Am 20. September musste der Gouverneur die Nationalgarde aufgrund einer Gerichtsentscheidung von der Schule zurückziehen. Am 23. September unternahmen die schwarzen Schüler erneut einen Versuch, am Unterricht teilzunehmen; sie mussten aber nach wenigen Minuten die Schule wegen der wütenden Menschenmenge wieder verlassen.
Um das Bundesrecht durchzusetzen, stellte Präsident Eisenhower schließlich am 24. September die 10.000 Mann umfassende Nationalgarde von Arkansas unter Bundeskommando und entsandte auf Bitte des Bürgermeisters von Little Rock Bundestruppen (1200 Soldaten der 101. US-Luftlandedivision) in die Stadt. Die Truppe löste Versammlungen weißer Demonstranten um die Schule herum auf und eskortierte die schwarzen Schüler auf dem Schulweg und im Gebäude bis vor die Türen der Klassenzimmer.
Dadurch wurde am 25. September folgenden Schülern der Schulbesuch erstmals für einen vollen Schultag ermöglicht:
- Melba Pattillo Beals (* 1941)
- Elizabeth Eckford (* 1941)
- Ernest Green (* 1941)
- Gloria Ray Karlmark (* 1942)
- Carlotta Walls Lancer (* 1942)
- Terrence Roberts (* 1941)
- Jefferson Thomas (1942–2010)
- Minnijean Brown Trickey (* 1941)
- Thelma Mothershed Wair (1940–2024)

Auch nachdem sie Zugang zur Schule erhalten hatten, gab es gegenüber den neun Schülern Anfeindungen und Ausgrenzungen. Acht der neun Schüler beendeten das Schuljahr, drei machten ihren Abschluss. Gemeinsam mit Daisy Bates, einer ihrer wichtigsten Helferinnen, erhielten sie 1958 die Spingarn Medal. 40 Jahre später wurden die Little Rock Nine von Präsident Clinton für ihren Mut bei der Durchsetzung ihrer Bürgerrechte ausgezeichnet. Terrence Roberts war am 20. Januar 2009 Ehrengast bei der Vereidigung des ersten Präsidenten afroamerikanischer Herkunft, Barack Obama, in Washington, D.C. Im April 2016 trafen sich Wair, Eckford und Paul McCartney, Verfasser des wenige Wochen nach der Ermordung von Martin Luther King entstandenen Liedes Blackbird in Little Rock.

## Film
Ein Transparent im in Berlin spielenden Intro von Billy Wilders Eins, Zwei, Drei aus dem Jahr 1961 lautet „Was ist los in Little Rock?“.
Charles Guggenheim drehte 1964, sieben Jahre nach den Ereignissen, einen Dokumentarfilm über die Schüler (Nine from Little Rock), der mit dem Oscar für den besten Dokumentar-Kurzfilm ausgezeichnet wurde.